# Arsen Awetisjan
Arsen Awetisjan (orm. Արսեն Ավետիսյան, ur. 8 października 1973 w Erywaniu) – ormiański piłkarz, reprezentant kraju, grający na pozycji napastnika. 

## Kariera klubowa
Karierę rozpoczął w 1990 w klubie Malatia Erywań. Po sezonie odszedł do Homenetmenu Erywań. Wraz z drużyną sięgnął po Mistrzostwo Barcragujn chumb w sezonie 1992. Dwukrotnie został królem strzelców Barcragujn chumb w 1994 (39 bramek) i 1995 (12 bramek). Zdobycie 39 bramek w jednym sezonie poskutkowało nagrodą Europejskiego Złotego Buta dla najlepszego strzelca w ligach europejskich. 
W 1996 odszedł do Piunika Erywań. Piunik z Awetisjanem w składzie dwukrotnie zdobył tytuł mistrza Barcragujn chumb w sezonach 1995/96 i 1996/97. Dodatkowo wygrał także Puchar Armenii w sezonie 1995/96, oraz tytuł Króla strzelców Barcragujn chumb w sezonie 1996/97 (24 bramki). 
Sezon 1997/98 spędził w belgijskim Berchem Sport, po czym powrócił do Piunika. W lidze armeńskiej występował także w Ararat Erywań (28 meczów/12 bramek) oraz Zwartnoc-AAL Erywań (10 meczów/5 bramek). W 2000 wyjechał do Rosji, do Żemczużynie Soczi. Dla zespołu z Soczi w 88 spotkaniach strzelił 31 bramek. Na rosyjskiej ziemi grał także w Żemczużyna Budionnowsk i Maszuk Piatigorsk.
W 2006 powrócił na dwa sezony do Pjunika Erywań, z którym dwukrotnie zdobył mistrzostwo Barcragujn chumbw latach 2006 i 2007. Od 2008 do 2011 grał w Gandzasar Kapan, po czym zakończył karierę piłkarską.
| Sezon   | Klub                   | Kraj    | Rozgrywki                  | Mecze | Bramki |
| ------- | ---------------------- | ------- | -------------------------- | ----- | ------ |
| 1990    | Malatia Erywań         | ZSRR    | Wtoraja nizszaja liga ZSRR | 23    | 6      |
| 1991    | Malatia Erywań         | ZSRR    | Wtoraja nizszaja liga ZSRR | 31    | 16     |
| 1992    | Homenetmen Erywań      | Armenia | Barcragujn chumb           | 32    | 22     |
| 1993    | Homenetmen Erywań      | Armenia | Barcragujn chumb           | 26    | 13     |
| 1994    | Homenetmen Erywań      | Armenia | Barcragujn chumb           | 28    | 39     |
| 1995    | Homenetmen Erywań      | Armenia | Barcragujn chumb           | 10    | 12     |
| 1995/96 | Pjunik Erywań          | Armenia | Barcragujn chumb           | 19    | 11     |
| 1996/97 | Pjunik Erywań          | Armenia | Barcragujn chumb           | 22    | 24     |
| 1997    | Pjunik Erywań          | Armenia | Barcragujn chumb           | 15    | 7      |
| 1997/98 | Berchem Sport          | Belgia  | Vierde klasse              | 11    | 5      |
| 1998    | Piunik Erywań          | Armenia | Barcragujn chumb           | 12    | 5      |
| 1999    | Ararat Erywań          | Armenia | Barcragujn chumb           | 28    | 12     |
| 2000    | Zwartnoc-AAL Erywań    | Armenia | Barcragujn chumb           | 10    | 5      |
| 2000    | Żemczużyna Soczi       | Rosja   | Pierwyj diwizion           | 4     | 0      |
| 2001    | Żemczużyna Soczi       | Rosja   | Wtoroj diwizion            | 35    | 18     |
| 2002    | Żemczużyna Soczi       | Rosja   | Wtoroj diwizion            | 18    | 8      |
| 2003    | Żemczużyna Soczi       | Rosja   | Wtoroj diwizion            | 1     | 0      |
| 2003    | Żemczużyna Budionnowsk | Rosja   | Wtoroj diwizion            | 30    | 5      |
| 2004    | Maszuk Piatigorsk      | Rosja   | Wtoroj diwizion            | 29    | 15     |
| 2005    | Maszuk Piatigorsk      | Rosja   | Wtoroj diwizion            | 21    | 7      |
| 2006    | Piunik Erywań          | Armenia | Barcragujn chumb           | 26    | 15     |
| 2007    | Piunik Erywań          | Armenia | Barcragujn chumb           | 21    | 6      |
| 2008    | Gandzasar Kapan        | Armenia | Barcragujn chumb           | 22    | 3      |
| 2009    | Gandzasar Kapan        | Armenia | Barcragujn chumb           | 24    | 14     |
| 2010    | Gandzasar Kapan        | Armenia | Barcragujn chumb           | 18    | 4      |
| 2011    | Gandzasar Kapan        | Armenia | Barcragujn chumb           | 18    | 5      |

## Kariera reprezentacyjna
Po raz pierwszy w reprezentacji Armenii Awetisjan zagrał 14 października 1992. Przeciwnikiem była reprezentacja Mołdawii, a mecz zakończył się bezbramkowym remisem. Strzelec pierwszej bramki w historii reprezentacji Armenii (przeciwko Malcie 16 lipca 1994). 
Uczestniczył wraz z kadrą w eliminacjach do Mistrzostw Europy 1996 (8 spotkań). Zagrał także łącznie w 5 spotkaniach eliminacyjnych do mistrzostw Świata 1998. Po raz ostatni w drużynie narodowej wystąpił 12 września 2007 w meczu z Maltą, wygranym 1:0.
Łącznie w latach 1992–2007 Awetisjan zagrał dla Armenii w 27 spotkaniach, w których strzelił jedną bramkę. 
| Mecze i gole w reprezentacji | Mecze i gole w reprezentacji | Mecze i gole w reprezentacji | Mecze i gole w reprezentacji | Mecze i gole w reprezentacji | Mecze i gole w reprezentacji | Mecze i gole w reprezentacji |
| #                            | Data                         | Miasto                       | Przeciwnik                   | Gol                          | Wynik                        | Rozgrywki                    |
| ---------------------------- | ---------------------------- | ---------------------------- | ---------------------------- | ---------------------------- | ---------------------------- | ---------------------------- |
| 1.                           | 14.10.1992                   | Erywań                       | Mołdawia                     |                              | 0:0                          | towarzyski                   |
| 2.                           | 15.05.1994                   | Fullerton                    | Stany Zjednoczone            |                              | 0:1                          | towarzyski                   |
| 3.                           | 16.07.1994                   | Erywań                       | Malta                        | Gol                          | 1:0                          | towarzyski                   |
| 4.                           | 07.09.1994                   | Bruksela                     | Belgia                       |                              | 0:2                          | El. ME 1996                  |
| 5.                           | 08.10.1994                   | Erywań                       | Cypr                         |                              | 0:0                          | El. ME 1996                  |
| 6.                           | 16.11.1994                   | Limassol                     | Cypr                         |                              | 0:2                          | El. ME 1996                  |
| 7.                           | 26.04.1995                   | Erywań                       | Hiszpania                    |                              | 0:2                          | El. ME 1996                  |
| 8.                           | 10.05.1995                   | Erywań                       | Macedonia Północna           |                              | 2:2                          | El. ME 1996                  |
| 9.                           | 07.06.1995                   | Sewilla                      | Hiszpania                    |                              | 0:1                          | El. ME 1996                  |
| 10.                          | 16.08.1995                   | Erywań                       | Dania                        |                              | 0:2                          | El. ME 1996                  |
| 11.                          | 07.10.1995                   | Erywań                       | Belgia                       |                              | 0:2                          | El. ME 1996                  |
| 12.                          | 15.11.1995                   | Kopenhaga                    | Dania                        |                              | 1:3                          | El. ME 1996                  |
| 13.                          | 05.06.1996                   | Villeneuve-d’Ascq            | Francja                      |                              | 0:2                          | towarzyski                   |
| 14.                          | 20.06.1996                   | Lima                         | Peru                         |                              | 0:4                          | towarzyski                   |
| 15.                          | 25.06.1996                   | Asunción                     | Paragwaj                     |                              | 2:1                          | towarzyski                   |
| 16.                          | 30.06.1996                   | Portoviejo                   | Ekwador                      |                              | 0:3                          | towarzyski                   |
| 17.                          | 31.08.1996                   | Erywań                       | Portugalia                   |                              | 0:0                          | El. MŚ 1998                  |
| 18.                          | 09.11.1996                   | Tirana                       | Albania                      |                              | 1:1                          | El. MŚ 1998                  |
| 19.                          | 04.01.1997                   | Viña del Mar                 | Chile                        |                              | 0:7                          | towarzyski                   |
| 20.                          | 06.01.1997                   | Asunción                     | Paragwaj                     |                              | 0:2                          | towarzyski                   |
| 21.                          | 30.03.1997                   | Tbilisi                      | Gruzja                       |                              | 0:7                          | towarzyski                   |
| 22.                          | 30.04.1997                   | Erywań                       | Irlandia Północna            |                              | 0:0                          | El. MŚ 1998                  |
| 23.                          | 07.05.1997                   | Kijów                        | Ukraina                      |                              | 1:1                          | El. MŚ 1998                  |
| 24.                          | 10.09.1997                   | Dortmund                     | Niemcy                       |                              | 0:4                          | El. MŚ 1998                  |
| 25.                          | 03.03.1999                   | Warszawa                     | Polska                       |                              | 0:1                          | towarzyski                   |
| 26.                          | 08.09.2007                   | Achna                        | Cypr                         |                              | 1:3                          | towarzyski                   |
| 27.                          | 12.09.2007                   | Attard                       | Malta                        |                              | 1:0                          | towarzyski                   |

## Sukcesy
Homenetmen Erywań
- Mistrzostwo Barcragujn chumb (1): 1992
- Król strzelców Barcragujn chumb (2): 1994 (39 bramek), 1995 (12 bramek)
- Europejski Złoty But (1): 1995

Piunik Erywań
- Mistrzostwo Barcragujn chumb (4): 1995/96, 1996/97, 2006, 2007
- Puchar Armenii (1): 1995/96
- Król strzelców Barcragujn chumb (1): 1996/97 (24 bramki)